# بییاکارییو
بییاکارییو (به اسپانیایی: Villacarrillo) یکی از دهستان‌های استان خائن در کشور اسپانیا است. این شهر با مساحت ۲۳۹ کیلومتر مربع، ۱۱۴۴۲ تن جمعیت دارد.